# Premier Congrès continental
First Continental Congress
Le Premier Congrès continental est le nom donné à l'assemblée composée des délégués des colonies d'Amérique du Nord qui se réunit en septembre et octobre 1774 à Philadelphie (55 représentants de 12 colonies sur 13 y siégeaient) pour discuter de leur réponse aux Coercive Acts (Actes coercitifs, que les colons américains nommèrent Intolerable Acts, Actes intolérables) qui furent votés par le parlement britannique quelques mois plus tôt, en mars. Ces lois avaient été spécifiquement conçues  pour punir la colonie du Massachusetts pour avoir défié la politique britannique, notamment lors de la Boston Tea Party.
Le Premier Congrès continental voulait affirmer les droits des colonies face au gouvernement britannique. Il voulait apparaître uni.

## Contexte

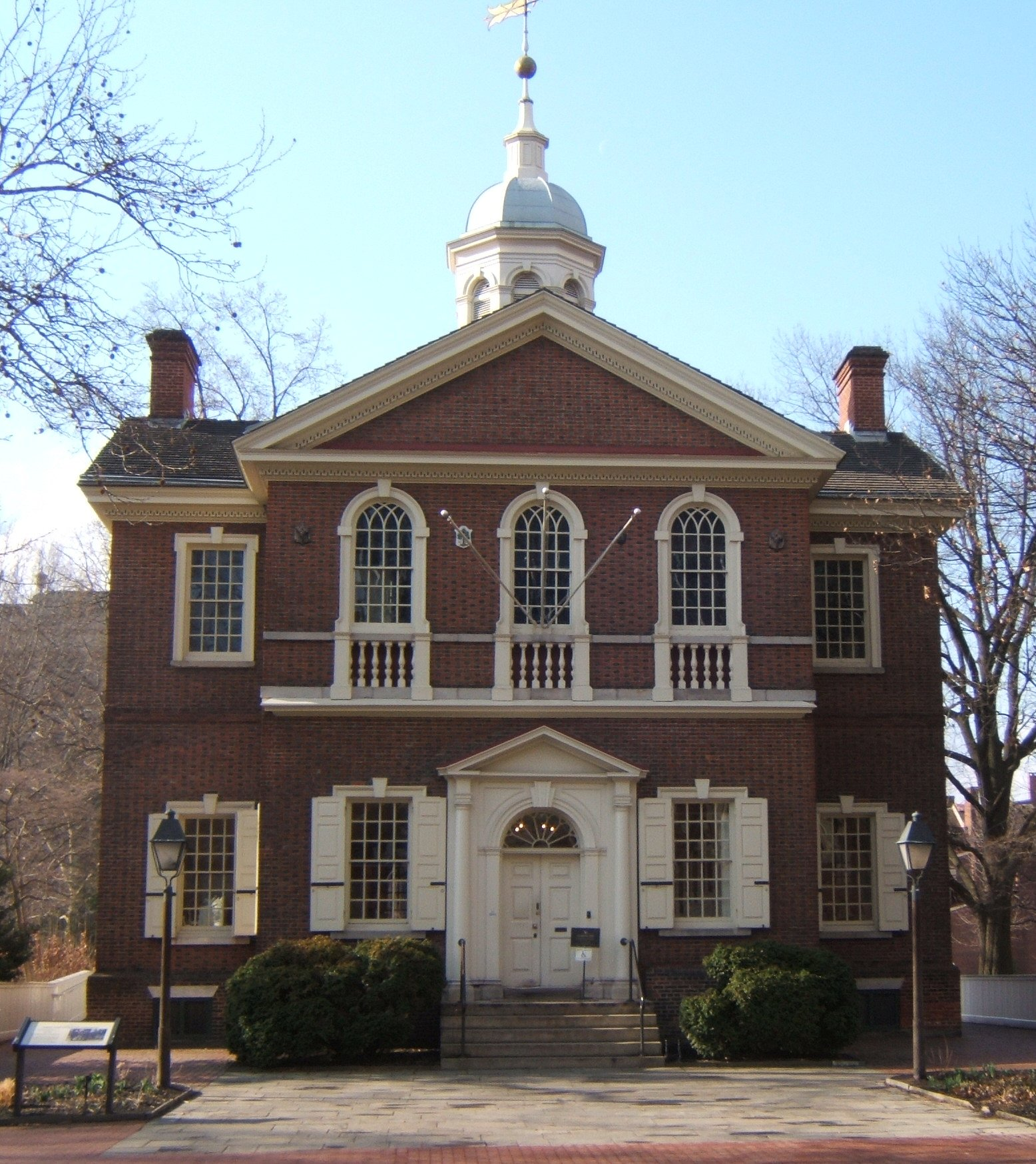
Façade de Carpenters' Hall

À la fin du XVIIIe siècle, les 13 colonies anglaises d'Amérique du Nord s'opposent à leur métropole. Londres avait en effet tenté d'imposer des taxes et de renforcer son emprise sur les colons. En 1765, les colons avaient déjà tenu une assemblée appelée Stamp Act Congress afin de répondre au Stamp Act. En 1774, à la suite des Actes intolérables, les Bostoniens en appellent à la solidarité des autres colonies. Au mois de juin, les assemblées du Massachusetts et de Virginie sont dissoutes. La "Continental Association" (alliance entre les treize colonies) cherche à renforcer la campagne des boycotts des produits anglais. L'ultime étape, qui marque le passage de la contestation à la révolution, est celle du Premier Congrès continental, acte éminemment illégal du point de vue de la métropole : il crée une assemblée politique indépendante, dont le premier but est de coordonner l’action des colonies contre la métropole, avant de se transformer en véritable instrument de gouvernement.
Le Premier Congrès continental fut organisé grâce aux comités de correspondance à Philadelphie, qui était alors la ville la plus peuplée. C'est précisément au Carpenters' Hall que la première réunion se tint le 5 septembre 1774.

## Convention

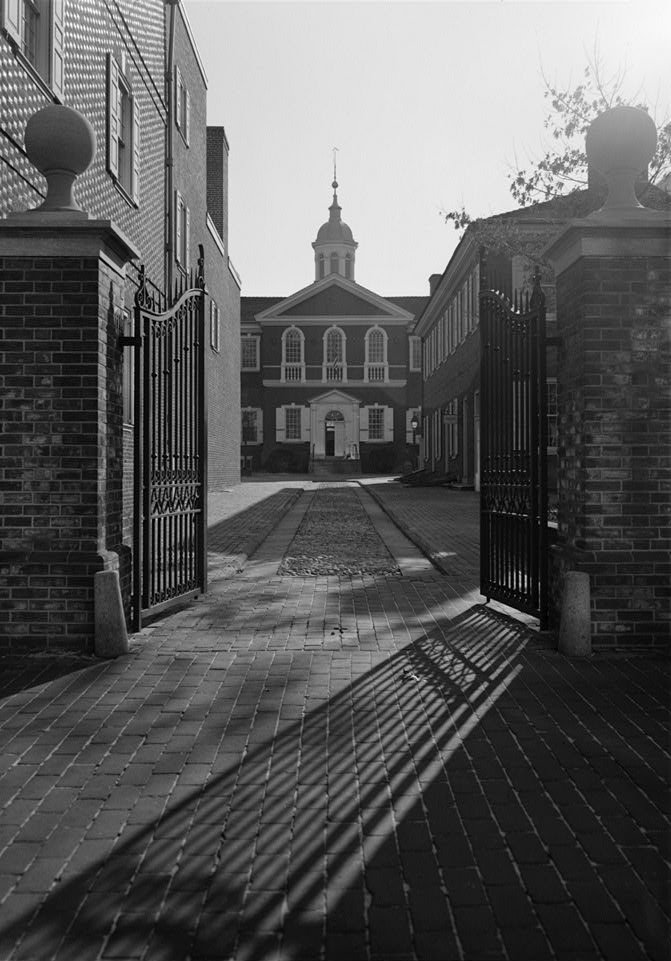
Carpenters' Hall.

Le Congrès se réunit du 5 septembre 1774 au 26 octobre 1774. Il était composé de 55 délégués choisis par les assemblées provinciales ou les comités de correspondance.
L'assemblée fut d'abord présidée par Peyton Randolph puis par Henry Middleton les quatre derniers jours. Le secrétaire était Charles Thomson, l'un des leaders des Fils de la Liberté de Philadelphie.
Il existait des oppositions au sein de cette assemblée : certains délégués radicaux (avocats, pasteurs, etc.) comme Patrick Henry considéraient que la rupture politique avec l'Angleterre était engagée et qu'il fallait former un gouvernement indépendant. Henry souhaitait aussi que les colonies les plus peuplées et les plus riches exerçassent un pouvoir de décision plus important que les autres.
Joseph Galloway délégué de la Pennsylvanie, cherchait quant à lui à réconcilier les colonies et la métropole (Galloway's Plan of Union du 16 septembre 1774). Il proposait la formation d'une assemblée législative américaine, dont le consentement serait requis pour l'application des mesures impériales. Ce grand conseil aurait eu un président nommé par le roi.
Galloway fut soutenu par John Jay, Edward Rutledge et d'autres délégués conservateurs et loyalistes, souvent des quakers. Au centre se trouvaient des délégués modérés, parmi lesquels des marchands et des bourgeois favorables au maintien des relations commerciales avec l'Angleterre.

## L’œuvre du Premier Congrès continental
Le 14 octobre 1774, le Congrès exigea la reconnaissance des libertés américaines et l'augmentation du pouvoir royal.
Il essaya également de définir les droits de l'Amérique, et de placer des limites sur la puissance du Parlement britannique
Le 20 octobre 1774, il rédigea les « Articles d'association » (Articles of Association). Les Articles concevaient une alliance entre les treize colonies (cependant la Géorgie n'envoya de délégués qu'en 1775).
Les articles se réfèrent collectivement aux colonies en tant que « Amérique » (seulement une fois en tant que « Britannique-Amérique »), et à leurs personnes en tant que « sujets américains ».
Le Congrès décide de boycotter les marchandises britannique à partir du 1er décembre 1774. Si les Intolerable Acts n'étaient pas abrogés, il était prévu que les exportations américaines vers l'Angleterre seraient suspendues à partir du 10 septembre 1775. Les Antilles britanniques furent également menacées de boycott à moins qu'elles acceptassent la non-importation de produits britanniques. Les assemblées  de chaque colonie approuvèrent les démarches du congrès à l'exception de New York. L'application du boycott fut une réussite. Les importations de Grande-Bretagne tombèrent de 97 pour cent en 1775, par rapport à l'année précédente.
Des comités de surveillance devaient être formés dans chaque colonie pour l'application des articles.
Le Congrès approuva des résolutions qui conseillaient les colonies de commencer à former leurs citoyens pour la guerre.
La portée de ces décisions fut néanmoins limitée par le déclenchement d'hostilités entre la Grande-Bretagne et les colonies avant que la première réunion du congrès continental ne fut close. La guerre d'indépendance américaine se déclencha en 1775.
Le congrès prévit le Second Congrès continental pour le 10 mai 1775. En plus des colonies qui avaient envoyé des délégués au premier congrès continental, des lettres d'invitation furent envoyées au Quebec, à l'Île-du-Prince-Édouard, à la Nouvelle-Écosse, à la Géorgie, à la Floride Orientale, et à la Floride-Occidentale. Aucun de ces derniers n'envoya de délégués à l'ouverture du deuxième congrès, cependant une délégation de la Géorgie arriva au mois de juillet suivant.

## Liste des délégués
Province du New Hampshire
- Nathaniel Folsom
- John Sullivan

Province de la baie du Massachusetts
- John Adams
- Samuel Adams
- Thomas Cushing
- Robert Treat Paine

Colonie de Rhode Island
- Stephen Hopkins
- Samuel Ward

Colonie du Connecticut
- Silas Deane
- Eliphalet Dyer
- Roger Sherman

Province de New York
- Albany et comté d'Albany, New York et comté de New York, comté de Dutchess, et comté de West Chester
  - John Alsop
  - James Duane
  - John Jay
  - Philip Livingston
  - Isaac Low

- Comté de Kings
  - Simon Boerum

- Comté d'Orange
  - John Haring
  - Henry Wisner

- Comté de Suffolk
  - William Floyd

Province du New Jersey
- Stephen Crane
- John De Hart
- James Kinsey
- William Livingston
- Richard Smith

Province de Pennsylvanie
- Edward Biddle
- John Dickinson
- Joseph Galloway
- Charles Humphreys
- Thomas Mifflin
- John Morton
- Samuel Rhoads
- George Ross

Colonie du Delaware
- Thomas McKean
- George Read
- Caesar Rodney

Province du Maryland
- Samuel Chase
- Robert Goldsborough
- Thomas Johnson
- William Paca
- Matthew Tilghman

Colonie et dominion de Virginie
- Richard Bland
- Benjamin Harrison V
- Patrick Henry
- Richard Henry Lee
- Edmund Pendleton
- Peyton Randolph
- George Washington

Province de Caroline du Nord
- Richard Caswell
- Joseph Hewes
- William Hooper

Province de Caroline du Sud
- Christopher Gadsden
- Thomas Lynch Senior puis Thomas Lynch Junior
- Henry Middleton
- Edward Rutledge
- John Rutledge